# Matteo Pessina
Matteo Pessina (Monza, 21 de abril de 1997) é um futebolista italiano que atua como meio-campista. Atualmente, defende a Seleção Italiana e o Monza, emprestado pela Atalanta.

## Carreira
Pessina começou sua carreira profissional em 2014, no Monza, clube da sua cidade natal. Em 2015, foi contratado pelo Milan, sendo emprestado ao Lecce, Catania e Como.
Em 7 de julho de 2017, Pessina assinou um contrato com a Atalanta. Em 25 de agosto, ele foi emprestado ao Spezia. Em 26 de agosto de 2019, Pessina se juntou ao Hellas Verona por empréstimo com opção de compra. Em 10 de fevereiro de 2021, ele marcou 2 gols em uma vitória por 3 a 1 contra o Napoli, no jogo de volta da semifinal da Coppa Itália, o que permitiu que Atalanta avançasse para a final.
Em 6 de julho de 2022, o Monza anunciou o jogador, emprestado pela Atalanta.

## Seleção Nacional

### Itália Sub-21
Pessina era um membro da seleção italiana de sub-20 que terminou em terceiro lugar na Copa do Mundo Sub-20 de 2017.
Pessina fez sua estreia com a equipe Sub-21 em 5 de outubro de 2017, em uma goleada por 6-2 contra a Hungria, em Budapeste.

### Itália
Pessina foi convocado para a seleção principal da Itália pelo técnico Roberto Mancini em novembro de 2020, e fez sua estreia pela seleção em 11 de novembro, vindo da reserva  em uma vitória por 4 a 0 em um amistoso contra a Estônia, em Florença.
Em 28 de maio de 2021, Pessina marcou seus dois primeiros gols pela Itália: o 1° aos 75 minutos e o 2° aos 87 minutos da goleada de 7 a 0 sobre a seleção de San Marino.

#### Eurocopa de 2020
Em junho de 2021, ele foi incluído na preleção da Itália para a Eurocopa 2020 pelo técnico Roberto Mancini, mas ele foi inicialmente deixado de fora da equipe final de 26 jogadores para o torneio. No entanto, após uma lesão em Stefano Sensi, Pessina foi convocado para o torneio em seu lugar.
Em 19 de junho, fez o único gol da vitória por 1 a 0 sobre o País de Gales, que garantiu a classificação da seleção italiana na próxima fase da competição.
Após um jogo muito igual no tempo regulamentar, Pessina fez o 1° gol da Itália na vitória por 2 a 1 sobre a Áustria, na prorrogação, ajudando a Seleção Italiana a se classificar para as quartas de final da competição.

## Estatísticas
Atualizadas até dia 23 de maio de 2021.[carece de fontes?]

### Clubes
| Clubes            | Ano               | Campeonato Nacional | Campeonato Nacional | Copa Nacional | Copa Nacional | Competição Continental | Competição Continental | Outros Torneios | Outros Torneios | Total | Total |
| Clubes            | Ano               | Jogos               | Gols                | Jogos         | Gols          | Jogos                  | Gols                   | Jogos           | Gols            | Jogos | Gols  |
| ----------------- | ----------------- | ------------------- | ------------------- | ------------- | ------------- | ---------------------- | ---------------------- | --------------- | --------------- | ----- | ----- |
| Monza             | 2014–15           | 22                  | 6                   | 1             | 0             | —                      | —                      | —               | —               | 23    | 6     |
| Lecce             | 2015–16           | 3                   | 0                   | 1             | 0             | —                      | —                      | —               | —               | 4     | 0     |
| Catania           | 2015–16           | 1                   | 0                   | 0             | 0             | —                      | —                      | —               | —               | 1     | 0     |
| Como              | 2016–17           | 36                  | 9                   | 5             | 0             | —                      | —                      | —               | —               | 41    | 9     |
| Spezia            | 2017–18           | 38                  | 2                   | 0             | 0             | —                      | —                      | —               | —               | 38    | 2     |
| Atalanta          | 2018–19           | 12                  | 0                   | 2             | 0             | 5                      | 0                      | —               | —               | 19    | 0     |
| Atalanta          | 2020–21           | 28                  | 2                   | 5             | 2             | 7                      | 0                      | —               | —               | 40    | 4     |
| Atalanta          | Total             | 40                  | 2                   | 7             | 2             | 12                     | 0                      | 0               | 0               | 59    | 4     |
| Hellas Verona     | 2019–20           | 35                  | 7                   | 0             | 0             | —                      | —                      | —               | —               | 35    | 7     |
| Total na carreira | Total na carreira | 171                 | 26                  | 14            | 2             | 11                     | 0                      | 0               | 0               | 196   | 28    |

### Seleção
Atualizadas até dia 28 de junho de 2021.[carece de fontes?]
| Seleção | Ano   | Jogos | Gols |
| ------- | ----- | ----- | ---- |
| Itália  | 2020  | 1     | 0    |
| Itália  | 2021  | 8     | 4    |
| Total   | Total | 9     | 4    |

#### Gols pela seleção
| #  | Data                | Local                                   | Adversário    | Placar | Resultado | Competição       |
| -- | ------------------- | --------------------------------------- | ------------- | ------ | --------- | ---------------- |
| 1. | 28 de maio de 2021  | Sardenha Arena, Cagliari, Itália        | San Marino    | 5–0    | 7–0       | Amistoso         |
| 2. | 28 de maio de 2021  | Sardenha Arena, Cagliari, Itália        | San Marino    | 7–0    | 7–0       | Amistoso         |
| 3. | 20 de junho de 2021 | Estádio Olímpico de Roma, Roma, Itália  | País de Gales | 1—0    | 1–0       | Eurocopa de 2020 |
| 4. | 26 de junho de 2021 | Estádio de Wembley, Wembley, Inglaterra | Áustria       | 1–0    | 2–1       | Eurocopa de 2020 |

## Títulos

#### Itália Sub-20
- Medalha de  na Copa do Mundo FIFA Sub-20 de 2017

Seleção Italiana
- Eurocopa: 2020